# Воскресіння (фільм, 1960)
«Воскресіння» (рос. Воскресение) — радянський художній фільм режисера Михайла Швейцера, екранізація роману «Воскресіння» (1899) Л. М. Толстого. Перша серія фільму випущена на екран 20 листопада 1960 року друга — 23 березня 1962 року.

## Сюжет
Класична екранізація роману Л. М. Толстого, повністю повторює його сюжет.

## У ролях
- Тамара Сьоміна —  Катюша Маслова
- Євген Матвєєв —  князь Дмитро Нехлюдов
- Павло Массальський —  голова суду
- Віктор Кулаков —  член суду
- Василь Бокарєв —  Матвій Микитович, член суду
- Лев Золотухін —  Бреве, товариш прокурора
- Надія Самсонова —  Євфимія Бочкова
- Володимир Борискін —  Симон Картинкин
- Валентина Телегіна —  Корабльова
- Микола Сергєєв —  тюремний наглядач
- Анастасія Зуєва —  Мотря Харіна
- Володимир Гусєв —  Володимир Іванович Симонсон
- Клара Румянова —  Віра Єфремівна Богодуховська
- Валентина Лановая —  Марія Павлівна Щетиніна
- Василь Ліванов — Крильцов, народоволець
- Володимир Белокуров —  Масленников, віце-губернатор
- Михайло Сидоркин —  Фонарін, адвокат
- Микола Свободін —  відставний полковник, присяжний  (немає в титрах)
- Олександр Хвиля —  Петро Баклашов, купець 2-ї гільдії, присяжний  (немає в титрах)
- Олександр Смирнов —  Никифоров, статський радник, присяжний  (немає в титрах)
- Сергій Калінін —  артільник, присяжний  (немає в титрах)
- Марія Виноградова —  Хорошавка  (немає в титрах)
- Олеся Іванова —  Руда  (немає в титрах)
- Віра Бурлакова —  сторожиха  (немає в титрах)
- Софія Гаррель —  Марія Іванівна  (немає в титрах)
- Олександра Панова — Аграфена Петрівна  (немає в титрах)
- Анастасія Георгієвська —  Китаєва, власниця будинку розпусти  (немає в титрах)
- Григорій Конський —  Корчагін  (немає в титрах)
- Олег Голубицький —  гість Корчагіних  (немає в титрах)
- Федір Одиноков —  тюремний наглядач № 587  (немає в титрах)
- Володимир Маренков —  конвойний  (немає в титрах)
- Валентина Владимирова —  арештантка  (немає в титрах)
- Микола Граббе —  тюремний наглядач  (немає в титрах)
- Геннадій Юхтін —  Набатов, політв'язень  (немає в титрах)
- Степан Крилов —  політв'язень  (немає в титрах)
- Ніна Агапова —  Анна Гнатівна  (немає в титрах)
- Владислав Стржельчик —  граф Шенбок  (немає в титрах)
- Катерина Мазурова —  доглядальниця  (немає в титрах)
- Алевтина Румянцева —  Маша, дочка наглядача в'язниці  (немає в титрах)
- Майя Булгакова — Анісья  (немає в титрах)
- Ролан Биков —  божевільний  (немає в титрах)
- Євген Моргунов —  Частний  (немає в титрах)
- Раїса Максимова — епізод (немає в титрах)
- Олексій Консовський —  текст від автора
- Ганна Заржицька — епізод

## Знімальна група
- Автор сценарію —  Євген Габрилович за участю  Михайла Швейцера
- Режисер-постановник —  Михайло Швейцер
- Оператор (1-а серія) —  Ера Савельєва
- Оператор (2-а серія) — Сергій Полуянов
- Композитор —  Георгій Свиридов
- Звукорежисер — Костянтин Гордон,  Валерій Попов
- Художник-постановник (1-я серія) —  Давид Виницький
- Художник-постановник (2-я серія) —  Абрам Фрейдін
- Художник по костюмах — Анна Ганевська